# Amos Tversky
Amos Tversky (Haifa, 16 maart 1937 - Stanford , 2 juni 1996) was een psycholoog van Israëlische origine, die lange tijd in de Verenigde Staten heeft gewerkt. Hij was een pionier op het gebied van de cognitiewetenschap.
Tversky was militair in het Israëlische leger en is in 1965 aan de Universiteit van Michigan gepromoveerd. Hij was een langdurig onderzoekspartner van Daniel Kahneman, met wie hij samen de prospecttheorie ontwierp en een centrale persoon in het onderzoek naar menselijke denkfouten bij het inschatten van kansen. Hun bevindingen gingen over de beperkte rationaliteit van consumenten bij hun handelen op de markt. Kahneman ontving hiervoor in 2002 de Prijs van de Zweedse Rijksbank voor economie.
- Bibsys: 90247667
- Bibliothèque nationale de France: cb126433403 (data)
- Catàleg d'autoritats de noms i títols de Catalunya: 981058608329606706
- CiNii: DA01078309
- Gemeinsame Normdatei: 123870216
- International Standard Name Identifier: 0000 0000 7835 0802
- Library of Congress Control Number: n81055168
- Mathematics Genealogy Project: 249797
- Bibliotheek van het Japanse parlement: 00459303
- Nationale Bibliotheek van Tsjechië: jx20100209019
- Nationale Bibliotheek van Israël: 987007275677805171
- Nationale en Universitaire bibliotheek Zagreb: 000619756
- Nederlandse Thesaurus van Auteursnamen: 068991231
- Réseau des bibliothèques de Suisse occidentale: 02-A003916169
- Système universitaire de documentation: 056742711
- Virtual International Authority File: 101830377
- WorldCat: E39PBJjddQk4b8747yyPmDckjC